# Microsoft Office Mobile
Microsoft Office Mobile是由Microsoft为Windows 10 Mobile、iOS、Android等移动设备操作系统开发的一套办公套件。该套件由Word Mobile、Excel Mobile、PowerPoint Mobile、OneNote Mobile以及Outlook Mobile组成。它亦都与桌面版本兼容。在2000年4月随Pocket PC 2000操作系统首次发行时，Office Mobile被称为“Pocket Office”，在此之后此套件进行了数次更新。

## 历史

最初的 Office Mobile 图标组

在2000年4月随 Pocket PC 2000 操作系统发行时，Office Mobile 被称为“Pocket Office”。因当时 Microsoft 的 Smartphone 硬件平台尚未公布，故该版本仅适用于 Pocket PC 硬件平台。它由 Pocket Word、Pocket Excel 以及 Pocket Outlook 组成。在随 Windows Mobile 的后续版本进行了数次稳定更新后，在 Windows Mobile 5.0 操作系统发行时，Pocket Office 被更名为 Office Mobile，该版本的 Office Mobile 也首次加入了 PowerPoint Mobile。随着 Microsoft OneNote 2007 的发行，OneNote Mobile 也作为 Office Mobile 产品线中新的可选组件被发行面世。而且，随着 Windows Mobile 6 Standard 的发行，Office 也开始适用于 Smartphone 硬件平台。不过，同适用于 Windows Mobile Professional 和 Classic 版本的 Office Mobile 不同，在 Standard 版本中无法创建新文档。要创建一个工作区，需要在 Office 桌面版本中创建一个新的空白文档，将其同步至设备，然后在 Windows Mobile 设备上编辑并保存它。
2007年6月，Microsoft 宣布将发行新版本的 Office 套件 - Office Mobile 2007。2007年9月26日，它被更名为“Office Mobile 6.1”并以免费更新包的形式向 Windows Mobile 5.0 和 6.0 用户提供下载。不过，“Office Mobile 6.1 更新包”与使用低于 Windows Mobile 5.0 build 14847 版本的设备不相兼容。该更新也预装在了使用 Windows Mobile 6 后续版本的设备中。同桌面版本一样，Office Mobile 6.1 也与 Office Open XML 相兼容。
2009年8月12日，Microsoft 和 Nokia 达成协议，宣布 Office Mobile 将发行适用于 Symbian 的版本。
Microsoft 在 2013年6月和 2013年7月 分别發行供Android 和 iOS 使用的版本，由於功能受到一定限制而受到批評。發行 Office 2016 後，Microsoft 將 Office Mobile 與桌面版統稱為 Microsoft Office 2016. 

## 程序

### Word Mobile
自从2000年发行 Office Mobile 套件后，当时被称作 Pocket Word 的 Word Mobile 就一直包含其中。Word Mobile 是一款提供与其桌面版本 Microsoft Word 类似功能的文字处理程序。Word Mobile 可以用于基本的文档处理，并且可以以多种格式保存文档，包括RTF、可以在桌面版本的 Word 中读取的 DOC 格式 以及简单的 TXT。当前版本的 Word Mobile 还可以打开 PSW（Pocket Word）文档，不过这类文档必须以其他受支持的格式保存。Word Mobile 也允许在文档中插入图片、列表以及表格，不过图片只能在桌面版本的 Word 中插入，而且无法被删除。另外，Word Mobile 还包含拼写检查、字数统计工具以及“查找和替换”命令。尽管在 Word Mobile 的文档中无法显示或插入诸如脚注、尾注、页眉、页脚、分页符、某些缩进以及某些字体等元素，不过若原文档包含这些元素，它们并不会被删去，依然保留。

### Excel Mobile
和 Word Mobile 一样，Excel Mobile 也是 Office Mobile 最早包含的程序之一。它是一款与 Microsoft Excel 相兼容的电子表格处理程序，可以创建、打开、编辑并保存为 Microsoft 的“.xls”电子表格格式。Excel Mobile 可以对单元格进行格式化处理、进行基本的方程式计算，以及创建图表等。作为一种解决较小屏幕分辨率的方法，可以将Excel Mobile 设为全屏模式进行工作。另外，它还支持数据筛选和分栏（以便在一张工作表中同时查看不同的内容）。Excel Mobile 不支持保护设置、缩放设置、自动筛选设置、某些图标格式、隐藏单元格以及其他功能，这些功能将在打开和保存工作簿时被修改或删除。

### Outlook Mobile
Outlook Mobile 是一款 PIM。与其他 Office Mobile 组件不同，在 Windows Mobile 平台上，Outlook Mobile 并不是由单一应用程序组成，而是被分为以下几个程序：信息、日历、联系人和任务。它与桌面版本的 Outlook 互相同步 e-mail、约会、联系人和任务。它与 Windows 日历、Windows Mail 以及 Windows 联系人不相兼容。Outlook Mobile 也可以不与其桌面版本同步而直接与 Microsoft Exchange Server 交互。这种直接交互可以带来持续的 E-mail 连接，即 Push Mail。当用户通过手机用其 Outlook.com 帐户登录至 Windows Live 时，亦可使用 Push Mail。

#### 訊息
Outlook Mobile 的“訊息”程序包含以下功能：
- 使用 Microsoft Exchange Server 的 Push Mail
- Microsoft Outlook 文件夹同步
- 在手机上发送短信
- 在手机上发送彩信
- Outlook.com 支持
- POP3 支持
- IMAP 支持
- E-mail 附件支持
- HTML E-mail 支持
- Exchange 搜索

#### 日历
Outlook Mobile 的日历程序包含以下功能：
- vCal 支持
- 日程、日、周、月、年以及农历视图
- 分类支持
- Microsoft Exchange Server 支持
- 提醒工具和闹钟

#### 联系人
Outlook Mobile 的联系人程序包含以下功能：
- vCard 支持
- 分类支持
- 联系人搜索
- Exchange 搜索
- 联系人图片
- 为手机联系人指定电话铃声

#### 任务
Outlook Mobile 的任务程序包含以下功能：
- 分类支持
- 任务优先级状态
- 任务敏感度状态
- 提醒工具

### PowerPoint Mobile
PowerPoint Mobile 随 Windows Mobile 5.0 的发行而包含于 Office Mobile 套件中。它是一款可以读取 Microsoft PowerPoint 演示文稿的演示程序。与 Word 和 Excel Mobile 不同，PowerPoint Mobile 无法创建或编辑新文档。尽管只是一款 PowerPoint 查看器，不过 PowerPoint Mobile 也可以通过缩放来解决较小屏幕分辨率的问题。

### OneNote Mobile
OneNote Mobile 是一款可以与 Microsoft OneNote 同步的便笺程序，它最初随 Microsoft Office 2007 一同发行。使用 OneNote Mobile 可以进行基本的文本处理、插入诸如图片或音频录音等媒体、创建列表以及在文档中使用超级链接。也可以通过内置摄像头和麦克风分别向文档中插入图片和音频。